# Іваничівська селищна рада
Іва́ничівська се́лищна ра́да Іва́ничівської се́лищної територіа́льної грома́ди (до 2017 року — Іваничівська селищна рада Іваничівського району Волинської області) — орган місцевого самоврядування Іваничівської селищної територіальної громади Волинської області. Розміщення — селище міського типу Іваничі.

## Склад ради
Рада складається з 26 депутатів та голови.
Перші вибори депутатів ради та голови громади відбулись 29 жовтня 2017 року. Було обрано 25 депутатів ради, з них (за суб'єктами висування): УКРОП — 11 мандатів, самовисування — 9, Всеукраїнське об'єднання «Свобода» — 3, Аграрна партія України — 2 депутати.
Головою громади обрали позапартійного висуванця УКРОПу Федора Войтюка, тодішнього Іваничівського селищного голову.
21 січня 2018 року було обрано депутатку в 11-му одномандатному виборчому окрузі, самовисування.
При селищній раді утворено чотири постійні депутатські комісії:
- з питань прав людини, законності, депутатської діяльності та етики;
- з питань планування, фінансів, бюджету та соціально-економічного розвитку;
- з питань містобудування, будівництва, земельних відносин, охорони природи, комунальної власності, житлово-комунального господарства, енергозбереження та транспорту;
- з питань освіти, культури, молоді, охорони здоров’я, фізичної культури, спорту та соціального захисту населення.

## Історія
Іваничівська селищна рада утворена в 1944 році.
До 16 листопада 2017 року — адміністративно-територіальна одиниця в Іваничівському районі Волинської області з територією 24,4 км² та населенням 7 259 осіб (станом на 2001 рік).
Селищній раді були підпорядковані смт Іваничі та села Долинка, Романівка, Менчичі, Соснина, Мишів, Древині, Іванівка, Лугове. Рада складалась з 26 депутатів та голови.

### Населення
Населення селищної ради згідно з переписом населення 2001 року становить 7,259 осіб.
| Населенні пункти  | 2001 рік | 1989 рік |
| ----------------- | -------- | -------- |
| Долинка           | 265      | 260      |
| Іваничі           | 6,918    | 7,100    |
| Романівка         | 76       | 90       |
| Сукупне населення | 7,259    | 7,450    |

### Керівний склад попередніх скликань
| Прізвище, ім'я, по батькові  | Основні відомості                                                                | Дата обрання | Дата звільнення |
| ---------------------------- | -------------------------------------------------------------------------------- | ------------ | --------------- |
| Вілентко Віктор Анатолійович | Селищний голова, 1969 року народження, член Всеукраїнського об'єднання «Свобода» | 26.03.2006   | 31.10.2010      |
| Войтюк Федір Васильович      | Селищний голова, 1959 року народження, освіта вища                               | 31.10.2010   | 30.01.2015      |
| Войтюк Федір Васильович      | Селищний голова, 1959 року народження, освіта вища                               | 28.12.2015   |                 |

Примітка: таблиця складена за даними сайту Верховної Ради України

### Депутати
За результатами місцевих виборів 2010 року депутатами ради стали:

#### За суб'єктами висування
| Суб'єкт висування                                       | Кількість обраних депутатів | %    |
| ------------------------------------------------------- | --------------------------- | ---- |
| Самовисування                                           | 20                          | 62,5 |
| Політична партія Всеукраїнське об'єднання «Батьківщина» | 6                           | 18,8 |
| Політична партія Всеукраїнське об'єднання «Свобода»     | 3                           | 9,4  |
| Народна партія                                          | 2                           | 6,3  |
| Українська соціал-демократична партія                   | 1                           | 3,1  |

#### За округами
| № округу                                                | Прізвище, ім'я, по батькові       | Дата визнання обраним | Освіта  | Партійна приналежність                        | Відомості про обраного депутата                                                     |
| ------------------------------------------------------- | --------------------------------- | --------------------- | ------- | --------------------------------------------- | ----------------------------------------------------------------------------------- |
| Народна Партія                                          |                                   |                       |         |                                               |                                                                                     |
| 2                                                       | Смаль Лідія Іванівна              | 04.11.2010            | вища    | член Народної партії                          | дошкільний навчальний заклад «Калинонька», завідуюча                                |
| 22                                                      | Карбань Ольга Іванівна            | 04.11.2010            | вища    | член Народної партії                          | Управління Держкомзему смт Іваничі, головний спеціаліст                             |
| Політична партія Всеукраїнське об'єднання «Батьківщина» |                                   |                       |         |                                               |                                                                                     |
| 3                                                       | Новосад Микола Олександрович      | 04.11.2010            | середня | позапартійний                                 | ВУЖКГ, майстер водопостачання                                                       |
| 12                                                      | Романюк Віталій Сергійович        | 04.11.2010            | вища    | член Всеукраїнського об'єднання «Батьківщина» | Іваничівська районна санепідемстанція, працівник                                    |
| 14                                                      | Іванчук Валентин Петрович         | 04.11.2010            | середня | позапартійний                                 | підприємець                                                                         |
| 17                                                      | Хорост Тетяна Анатоліївна         | 04.11.2010            | середня | член Всеукраїнського об'єднання «Батьківщина» | тимчасово не працює                                                                 |
| 28                                                      | Маркевич Ніна Володимирівна       | 04.11.2010            | середня | позапартійна                                  | Іваничівська ЦРЛ, фельдшер                                                          |
| 29                                                      | Ковальчук Галина Миколаївна       | 04.11.2010            | вища    | член Всеукраїнського об'єднання «Батьківщина» | підприємець                                                                         |
| Політична партія Всеукраїнське об'єднання «Свобода»     |                                   |                       |         |                                               |                                                                                     |
| 9                                                       | Левчук Сергій Дмитрович           | 04.11.2010            | вища    | член Всеукраїнського об'єднання «Свобода»     | Іваничівське районне управління юстиції, начальник виконавчої служби                |
| 10                                                      | Ваянт Олександр Васильович        | 04.11.2010            | середня | член Всеукраїнського об'єднання «Свобода»     | Луцький НТУ, студент                                                                |
| 18                                                      | Шумик Микола Володимирович        | 04.11.2010            | вища    | член Всеукраїнського об'єднання «Свобода»     | СТО «Автосервіс», підприємець                                                       |
| Українська соціал-демократична партія                   |                                   |                       |         |                                               |                                                                                     |
| 23                                                      | Мартинюк Руслан Михайлович        | 04.11.2010            | вища    | член Української соціал-демократичної партії  | СГПП «Відродження», директор                                                        |
| Самовисування                                           |                                   |                       |         |                                               |                                                                                     |
| 1                                                       | Лобода Антоніна Андріївна         | 04.11.2010            | вища    | позапартійна                                  | ЦОС № 1 ЦПЗ № 2 м. Володимир-Волинського, начальник                                 |
| 4                                                       | Смолярчук Наталія Степанівна      | 04.11.2010            | вища    | член Партії регіонів                          | Іваничівська РДА, начальник загального відділу                                      |
| 5                                                       | Черкас Євген Володимирович        | 04.11.2010            | вища    | член Єдиного Центру                           | Володимир-Волинський окружний секретаріат Єдиного Центру, головний спеціаліст       |
| 6                                                       | Байда Людмила Анатоліївна         | 04.11.2010            | середня | член Партії регіонів                          | Іваничівська ЦРЛ, старша медсестра                                                  |
| 7                                                       | Гонтарська Ірина Петрівна         | 04.11.2010            | середня | член Партії регіонів                          | Іваничівська ЦРЛ, старша медсестра                                                  |
| 8                                                       | Послєднік Світлана Іванівна       | 04.11.2010            | середня | позапартійна                                  | Іваничівська ЦРЛ, медсестра                                                         |
| 11                                                      | Мельничук Майя Олександрівна      | 04.11.2010            | середня | позапартійна                                  | Іваничівська ЦРЛ, лаборант                                                          |
| 13                                                      | Пашко Леся Василівна              | 04.11.2010            | вища    | член Партії регіонів                          | Іваничівська загальноосвітня школа № 1, соціальний педагог                          |
| 15                                                      | Іванчук Олександр Валентинович    | 04.11.2010            | вища    | позапартійний                                 | Адміністративний суд м. Луцьк, секретар судового засідання                          |
| 16                                                      | Потапчук Людмила Василівна        | 04.11.2010            | вища    | позапартійна                                  | Іваничівська РДА, секретар                                                          |
| 19                                                      | Капись Дмитро Михайлович          | 04.11.2010            | вища    | позапартійний                                 | Будинок дитячої та юнацької творчості, хореограф                                    |
| 20                                                      | Квітка Анатолій Михайлович        | 04.11.2010            | середня | позапартійний                                 | тимчасово не працює                                                                 |
| 21                                                      | Макаров Анатолій Леонтійович      | 04.11.2010            | середня | позапартійний                                 | фермерське господарство Макарова, робітник                                          |
| 24                                                      | Шалапай Алла Олександрівна        | 04.11.2010            | середня | позапартійна                                  | Іваничівська ЦРЛ, медсестра                                                         |
| 25                                                      | Кисель Вадим Миколайович          | 04.11.2010            | середня | член Політичної партії «Наша Україна»         | Іваничівський дім «Просвіта», хореограф                                             |
| 26                                                      | Бадивський Ростислав Анатолійович | 04.11.2010            | вища    | позапартійний                                 | Іваничівський Держкомзем, заступник начальника                                      |
| 27                                                      | Войтюк Андрій Федорович           | 04.11.2010            | вища    | позапартійний                                 | ТОВ "Кроноспан УА ", менеджер                                                       |
| 30                                                      | Романюк Павло Миколайович         | 04.11.2010            | вища    | позапартійний                                 | Іваничівська РВ ГУ МНС, інспектор                                                   |
| 31                                                      | Тарасіч Адам Іванович             | 04.11.2010            | вища    | позапартійний                                 | Іваничівська загальноосвітня школа № 2, завідувач навчально-консультаційним пунктом |
| 32                                                      | Когут Ярослав Миколайович         | 04.11.2010            | вища    | позапартійний                                 | ПП «Західний Буг», директор                                                         |